# Ciarán Hinds
Ciarán Hinds, född 9 februari 1953 i Belfast, Nordirland, är en brittisk skådespelare.
Ciarán Hinds har bland annat spelat rollerna som Caesar i TV-serien Rome, Carl i filmen München och hade även en roll i Miami Vice-filmen (2006).

## Filmografi

### Filmer
| År   | Titel                                       | Roll                               | Noter                                                                  |
| ---- | ------------------------------------------- | ---------------------------------- | ---------------------------------------------------------------------- |
| 1981 | Excalibur                                   | King Lot                           | Krediterad som Ciaran Hinds                                            |
| 1989 | Kocken, tjuven, hans fru och hennes älskare | Cory                               |                                                                        |
| 1991 | December Bride                              | Frank Echlin                       |                                                                        |
| 1993 | The Man Who Cried                           | Abel Mason                         |                                                                        |
| 1995 | Övertalning                                 | Kapten Frederick Wentworth         |                                                                        |
| 1995 | Circle of Friends                           | Professor Flynn                    |                                                                        |
| 1996 | Mary Reilly                                 | Sir Danvers Carew                  | Krediterad som Ciaran Hinds                                            |
| 1996 | En mors son                                 | Danny Boyle                        |                                                                        |
| 1997 | The Life of Stuff                           | David Arbogast                     |                                                                        |
| 1997 | Jane Eyre                                   | Edward Fairfax Rochester           |                                                                        |
| 1997 | Oscar och Lucinda                           | Rev. Dennis Hasset                 | Krediterad som Ciaran Hinds                                            |
| 1998 | Titanic Town                                | Aidan McPhelimy                    |                                                                        |
| 1999 | The Lost Son                                | Carlos                             |                                                                        |
| 1999 | The Lost Lover                              | Adam                               |                                                                        |
| 2000 | Jason and the Argonauts                     | Kung Aeson                         |                                                                        |
| 2000 | Vikten av vatten                            | Louis Wagner                       |                                                                        |
| 2002 | The Sum of All Fears                        | President Alexander Nemerov        |                                                                        |
| 2002 | Road to Perdition                           | Finn McGovern                      |                                                                        |
| 2003 | Veronica Guerin – I sanningens tjänst       | John Traynor                       |                                                                        |
| 2003 | Lara Croft Tomb Raider: The Cradle of Life  | Jonathan Reiss                     |                                                                        |
| 2003 | Kalenderflickorna                           | Rod                                |                                                                        |
| 2003 | The Statement                               | Pochon                             |                                                                        |
| 2004 | Mickybo and Me                              | Jonjos pappa                       |                                                                        |
| 2004 | Fantomen på Operan                          | Richard Firmin                     |                                                                        |
| 2005 | München                                     | Carl                               |                                                                        |
| 2006 | Miami Vice                                  | FBI-agent John Fujima              |                                                                        |
| 2006 | Amazing Grace                               | Lord Tarleton                      |                                                                        |
| 2006 | The Tiger's Tail                            | Fader Andy                         |                                                                        |
| 2006 | Vägen till Betlehem                         | Kung Herodes                       |                                                                        |
| 2007 | Hallam Foe                                  | Julius Foe                         |                                                                        |
| 2007 | Margot at the Wedding                       | Dick Koosman                       |                                                                        |
| 2007 | There Will Be Blood                         | Fletcher Hamilton                  |                                                                        |
| 2008 | In Bruges                                   | Prästen                            | Okrediterad                                                            |
| 2008 | Miss Pettigrew Lives for a Day              | Joe Blomfield                      |                                                                        |
| 2008 | Stop-Loss                                   | Roy King                           |                                                                        |
| 2008 | Svindlarna                                  | Barnes                             |                                                                        |
| 2008 | Sagan om Despereaux                         | Botticelli                         | Röstroll                                                               |
| 2009 | Race to Witch Mountain                      | Henry Burke                        |                                                                        |
| 2009 | The Eclipse                                 | Michael Farr                       | Best Actor Award 2009 – Tribeca Film Festival                          |
| 2009 | ife During Wartime                          | Bill Maplewood                     |                                                                        |
| 2011 | Harry Potter och dödsrelikerna – Del 2      | Aberforth Dumbledore               | Ersatte Jim McManus, som spelade rollen i Harry Potter och Fenixorden. |
| 2011 | The Debt                                    | David Peretz                       |                                                                        |
| 2011 | Ritualen                                    | Fader Xavier                       |                                                                        |
| 2011 | Salvation Boulevard                         | Jim Hunt                           |                                                                        |
| 2011 | Tinker, Tailor, Soldier, Spy                | Roy Bland                          |                                                                        |
| 2011 | Vi möts igen, min vän                       | Jim                                |                                                                        |
| 2011 | Ghost Rider: Spirit of Vengeance            | Roarke / Mephistopheles / Djävulen | Ersatte Peter Fonda, som spelade rollen i Ghost Rider.                 |
| 2012 | The Woman in Black                          | Sam Daily                          |                                                                        |
| 2012 | John Carter                                 | Tardos Mors                        |                                                                        |
| 2013 | Closed Circuit                              | Devlin                             |                                                                        |
| 2013 | The Sea                                     | Max Morden                         |                                                                        |
| 2013 | The Disappearance of Eleanor Rigby          | Spencer Ludlow                     |                                                                        |
| 2013 | Frost                                       | Trollkungen Pappsen                | Röstroll                                                               |
| 2013 | McCanick                                    | Quinn                              |                                                                        |
| 2015 | Last Days in the Desert                     | Father                             |                                                                        |
| 2015 | Hitman: Agent 47                            | Dr. Litvenko                       |                                                                        |
| 2015 | The Driftless Area                          | Ned                                |                                                                        |
| 2016 | Bleed for This                              | Angelo Pazienza                    |                                                                        |
| 2016 | Silence                                     | Fader Valignano                    |                                                                        |
| 2017 | Axis                                        | Jim                                | Röstroll                                                               |
| 2017 | Woman Walks Ahead                           | James McLaughlin                   |                                                                        |
| 2017 | Justice League                              | Steppenwolf                        | Röst och motion capture                                                |
| 2018 | Red Sparrow                                 | Överste Zakharov                   |                                                                        |
| 2018 | Elizabeth Harvest                           | Henry                              |                                                                        |
| 2018 | First Man                                   | Robert R. Gilruth                  |                                                                        |

### TV
| År        | Titel                             | Roll                     | Noter                                       |
| --------- | --------------------------------- | ------------------------ | ------------------------------------------- |
| 1981      | Our Boys                          | Brother                  |                                             |
| 1989      | The Mahabharata                   | Ashwathama               |                                             |
| 1990      | Who Bombed Birmingham?            | Richard McIlkenny        |                                             |
| 1990      | The Play on One                   | Martin Pitt              | Avsnitt 16: "Yellowbacks"                   |
| 1992      | Perfect Scoundrels                | Jack Vosper              | Säsong 3, avsnitt 6: "The Good-Bye Look"    |
| 1992      | Between the Lines                 | Det. Insp. Micky Flynn   | Säsong 1, avsnitt 1: "Private Enterprise"   |
| 1992      | Hostages                          | Brian Keenan             |                                             |
| 1993      | The Man Who Cried                 | Abel Mason               |                                             |
| 1993      | I mördarens spår - Själavårdaren  | Edward Parker-Jones      |                                             |
| 1993      | Soldier, Soldier                  | Clive Hickey             | Säsong 3, avsnitt 7: "Trouble and Strife"   |
| 1994      | Sherlock Holmes memoarer          | Jim Browner              | Säsong 1, avsnitt 6: "The Cardboard Box"    |
| 1994      | A Dark-Adapted Eye                | Paolo                    |                                             |
| 1994      | Seaforth                          | John Stacey              |                                             |
| 1995      | Rules of Engagement               | Cambell Ferguson         |                                             |
| 1995      | The Affair                        | Edward Leyland           | 1995 Övertalning Kapten Frederick Wentworth |
| 1996      | Testament: The Bible in Animation | Lucifer / Satan          | Avsnitt: "Creation and the Flood" Röstroll  |
| 1996      | Röster från andra sidan graven    | Jack Lynch               | Säsong 7, avsnitt 11: "Confession"          |
| 1996      | Cold Lazarus                      | Fyodor                   |                                             |
| 1997      | Jane Eyre                         | Edward Fairfax Rochester |                                             |
| 1997      | Ivanhoe                           | Brian de Bois-Guilbert   |                                             |
| 1998      | Getting Hurt                      | Charlie Cross            |                                             |
| 2000      | Jason and the Argonauts           | Kung Aeson               |                                             |
| 2000      | The Sleeper                       | Fergus Moon              |                                             |
| 2000      | Thursday the 12th                 | Marius Bannister         |                                             |
| 2003      | Broken Morning                    | Albert Camus             |                                             |
| 2004      | The Mayor of Casterbridge         | Michael Henchard         | Krediterad som Ciaran Hinds                 |
| 2005      | Rome                              | Gaius Julius Caesar      |                                             |
| 2009      | Above Suspicion                   | DCI James Langton        |                                             |
| 2010      | Above Suspicion: The Red Dahlia   | DCI James Langton        |                                             |
| 2011      | Above Suspicion: Deadly Intent    | DCS James Langton        |                                             |
| 2012      | Above Suspicion: Silent Scream    | DCS James Langton        |                                             |
| 2012      | Political Animals                 | Bud Hammond              |                                             |
| 2013–2015 | Game of Thrones                   | Mance Rayder             | 5 avsnitt                                   |
| 2016      | Shetland                          | Michael Maguire          | Säsong 3 (6 avsnitt)                        |
| 2016      | LEGO Frozen Northern Lights       | Trollkungen Pappsen      | Röstroll                                    |
| 2018      | The Terror                        | John Franklin            | Miniserie; 3 avsnitt                        |

## Teater
| År      | Titel                                                 | Roll                           | Dramatiker                                 | Regissör               | Teater                                                      | Noter |
| ------- | ----------------------------------------------------- | ------------------------------ | ------------------------------------------ | ---------------------- | ----------------------------------------------------------- | ----- |
| 1975    | Måsen                                                 | Konstantin (Kostya)            | Anton Tjechov                              | Peter Watson           | Royal Academy of Dramatic Art                               |       |
| 1975    | Arden of Faversham                                    | Black Will                     | Anonymous                                  | Geoff Bullen           | Royal Academy of Dramatic Art                               |       |
| 1975    | Hamp                                                  | Officer                        | John Wilson                                | Euan Smith             | Royal Academy of Dramatic Art                               |       |
| 1975    | Objections to Sex and Violence                        | Arrogant pseudo-intellektuell  | Caryl Churchill                            | Caryl Churchill        | Royal Academy of Dramatic Art                               |       |
| 1976    | When Thou Art King                                    |                                | John Barton                                | John Barton            | Royal Academy of Dramatic Art                               |       |
| 1976    | Leguanens natt                                        | Nonno                          | Tennessee Williams                         |                        | Royal Academy of Dramatic Art                               |       |
| 1976–77 | Askungen                                              | Albert the Horse, Courtier     | Sid Colin, David Wood                      | Giles Havergal         | Glasgow Citizens Theatre Company                            |       |
| 1976–77 | The Country Wife                                      | Mrs. Dainty Fidget             | William Wycherley                          | Philip Prowse          | Glasgow Citizens Theatre Company                            |       |
| 1976–77 | Mister Ernest                                         | Lane                           | Oscar Wilde                                | Giles Havergal         | Glasgow Citizens Theatre Company                            |       |
| 1976–77 | Macbeth                                               | Malcolm, Third Murderer        | William Shakespeare                        | Giles Havergal         | Glasgow Citizens Theatre Company                            |       |
| 1976–77 | Chinchillor                                           | Tancredi                       | Robert David MacDonald                     | Philip Prowse          | Glasgow Citizens Theatre Company                            |       |
| 1976–77 | Figaro                                                | A policeman, a lawyer          | Pierre de Beaumarchais                     | Robert David MacDonald | Glasgow Citizens Theatre Company                            |       |
| 1977–78 | Semi-Monde                                            | Freddy Palmer                  | Noël Coward                                | Philip Prowse          | Glasgow Citizens Theatre Company                            |       |
| 1977–78 | Vautrin                                               | Joseph                         | Honoré de Balzac                           | Robert David MacDonald | Glasgow Citizens Theatre Company                            |       |
| 1977–78 | Loot                                                  | McLeavy                        | Joe Orton                                  | Giles Havergal         | Glasgow Citizens Theatre Company                            |       |
| 1977–78 | Mother Goose                                          | Bybo                           | Myles Rudge                                | Giles Havergal         | Glasgow Citizens Theatre Company                            |       |
| 1977–78 | No Orchids for Miss Blandish                          | Johnny Frisk                   | Robert David MacDonald, James Hadley Chase | Robert David MacDonald | Glasgow Citizens Theatre Company                            |       |
| 1977–78 | Painter's Palace of Pleasure                          | Giovanni                       | John Ford, John Webster                    | Philip Prowse          | Glasgow Citizens Theatre Company                            |       |
| 1977–78 | Equus                                                 |                                | Peter Shaffer                              |                        | Lyric Theatre, Belfast                                      |       |
| 1978–79 | Tolvskillingsoperan                                   | J. J. Peachum                  | Bertold Brecht, Kurt Weill                 | Philip Prowse          | Glasgow Citizens Theatre Company                            |       |
| 1978–79 | Måsen                                                 | Dr. Dorn                       | Anton Tjechov                              | Philip Prowse          | Glasgow Citizens Theatre Company                            |       |
| 1978–79 | Dick Whittington                                      | Marockos kejsare               | Myles Rudge                                | Giles Havergal         | Glasgow Citizens Theatre Company                            |       |
| 1978–79 | Country Life                                          | Guglielmo                      | Carlo Goldoni                              | Robert David MacDonald | Glasgow Citizens Theatre Company                            |       |
| 1978–79 | Whose Life Is it Anyway?                              | Philip Hill (The Solicitor)    | Brian Clark                                | Tony Dinner            | Lyric Theatre, Belfast                                      |       |
| 1978–79 | Once a Catholic                                       | Derek (a Teddy Boy)            | Mary O'Malley                              | Michael Poynor         | Lyric Theatre, Belfast                                      |       |
| 1979    | The Death of Humpty Dumpty                            | Doctor                         | J. Graham Reid                             | Patrick Mason          | Abbey/Peacock Theatres, Dublin                              |       |
| 1979–80 | The Ha'penny Place                                    | Hare Krishna/Yehudi            | Jim Sheridan                               | Peter Sheridan         | Project Arts Centre, Dublin                                 |       |
| 1979–80 | The Liberty Suit                                      |                                | Peter Sheridan                             | Jim Sheridan           | Project Arts Centre, Dublin                                 |       |
| 1980–81 | The Battlefield                                       | Faustino                       | Carlo Goldoni                              | Robert David MacDonald | Glasgow Citizens Theatre Company                            |       |
| 1980–81 | Den kaukasiska kritcirkeln                            | Shauva (Polisen), Prins Georgi | Bertolt Brecht                             | Giles Havergal         | Glasgow Citizens Theatre Company                            |       |
| 1980–81 | Don Juan                                              | Fader Juan                     | Robert David MacDonald                     | Philip Prowse          | Glasgow Citizens Theatre Company                            |       |
| 1980–81 | Desperado Corner                                      | Frank                          | Shaun Lawton                               | Di Trevis              | Glasgow Citizens Theatre Company                            |       |
| 1980–81 | Madame Louise                                         | Bishop of Porchester           | Vernon Sylvaine                            | Giles Havergal         | Glasgow Citizens Theatre Company                            |       |
| 1981    | Bent                                                  | Greta/George                   | Martin Sherman                             | Michael Scott          | Project Arts Centre, Dublin                                 |       |
| 1981    | Krieg                                                 | Jet                            | Liam Lynch                                 | Patrick Mason          | Project Arts Centre, Dublin                                 |       |
| 1981    | Måsen                                                 | Konstantin (Kostya)            | Anton Tjechov, Thomas Kilroy               | Patrick Mason          | Grand Opera House, Belfast                                  |       |
| 1982    | Curse of the Starving Class                           |                                | Sam Shepard                                |                        | Project Arts Centre, Dublin                                 |       |
| 1982    | On Baile's Strand                                     | Cuchulain                      | James Ellis, W.B. Yeats                    | Christopher Fitz-Simon | Belltable Arts Centre, Limerick                             |       |
| 1982    | I väntan på Godot                                     | Estragon                       | Samuel Beckett                             | Ben Barnes             | Belltable Arts Centre, Limerick                             |       |
| 1982    | Blood and Ice                                         | Byron/The Monster              | Liz Lochhead                               | Kenny Ireland          | Traverse Theatre Company, Edinburgh                         |       |
| 1982–83 | The Roman Actor                                       | Paris                          | Philip Massinger                           | Philip Prowse          | Glasgow Citizens Theatre Company                            |       |
| 1982–83 | Red Roses for Me                                      | Brennan O' the Moor            | Seán O'Casey                               | Giles Havergal         | Glasgow Citizens Theatre Company                            |       |
| 1982–83 | Torquato Tasso                                        | Antonio Montecatino            | Johann Wolfgang von Goethe                 | Robert David MacDonald | Glasgow Citizens Theatre Company                            |       |
| 1982–83 | The Mother                                            | Savely                         | Bertolt Brecht                             | Giles Havergal         | Glasgow Citizens Theatre Company                            |       |
| 1982–83 | The Impresario from Smyrna                            | Maccario                       | Carlo Goldoni                              | Robert David MacDonald | Glasgow Citizens Theatre Company                            |       |
| 1982–83 | Köpmannen i Venedig                                   | Antonio                        | William Shakespeare                        | Philip Prowse          | Glasgow Citizens Theatre Company                            |       |
| 1982–83 | Arms and the Man                                      | Nicola, man-servant            | George Bernard Shaw                        | Giles Havergal         | Glasgow Citizens Theatre Company                            |       |
| 1982–83 | Sirocco                                               | Tonio                          | Noël Coward                                | Philip Prowse          | Glasgow Citizens Theatre Company                            |       |
| 1982–83 | Webster                                               | Webster                        | Robert David MacDonald                     | Philip Prowse          | Glasgow Citizens Theatre Company                            |       |
| 1983    | The Last Days of Mankind                              | A Man of Government            | Karl Kraus                                 | Robert David MacDonald | Glasgow Citizens Theatre Company                            |       |
| 1983    | Rosenkavaljeren                                       | Valzacchi                      | Hugo von Hofmannsthal                      | Philip Prowse          | Glasgow Citizens Theatre Company                            |       |
| 1983    | Juno and the Paycock                                  | Kapten Jack Boyle              | Seán O'Casey                               | Giles Havergal         | Glasgow Citizens Theatre Company                            |       |
| 1983    | Oroonoko                                              | Lieutenant Governor            | Thomas Southerne                           | Philip Prowse          | Glasgow Citizens Theatre Company                            |       |
| 1983    | Indian Summer                                         | Cathal Dillon                  | Jennifer Johnston                          | Robert Cooper          | Lyric Theatre, Belfast                                      |       |
| 1984    | The White Devil                                       | Lodovico                       | John Webster                               | Philip Prowse          | Greenwich Theatre, London                                   |       |
| 1984    | The Way of the World                                  | Fainall                        | William Congreve                           | Giles Havergal         | Greenwich Theatre, London                                   |       |
| 1984    | Måsen                                                 | Trigorin                       | Anton Tjechov                              | Philip Prowse          | Greenwich Theatre, London                                   |       |
| 1984    | The Riot Act (Antigone)                               | Korledare                      | Tom Paulin                                 | Stephen Rea            | Field Day Touring Company, Derry                            |       |
| 1984    | High Time (School for Husbands)                       | High Tech                      | Derek Mahon                                | Wolk and Long          | Field Day Touring Company, Derry                            |       |
| 1985    | Mary Stuart                                           | Paulet                         | Friedrich von Schiller                     | Philip Prowse          | Glasgow Citizens Theatre Company                            |       |
| 1985    | Blithe Spirit                                         | Charles Condomine              | Noël Coward                                | Giles Havergal         | Glasgow Citizens Theatre Company                            |       |
| 1985    | The Plough and the Stars                              | Jack Clitheroe                 | Seán O'Casey                               | Giles Havergal         | Glasgow Citizens Theatre Company                            |       |
| 1985    | Arsenik och gamla spetsar                             | "Uncle" Teddy                  | Joseph Kesselring                          | Giles Havergal         | Glasgow Citizens Theatre Company                            |       |
| 1985    | Faust                                                 | Statsministern                 | Johann Wolfgang von Goethe                 | Robert David MacDonald | Glasgow Citizens Theatre Company                            |       |
| 1985    | 'Tis Pity She's a Whore                               | Giovanni                       | John Ford                                  | Garry Hynes            | Druid Theatre Company, Galway                               |       |
| 1985    | Mister Ernest                                         | Oscar Wilde                    | John Worthing                              | John Ford, Garry Hynes | Druid Theatre Company, Galway                               |       |
| 1986    | The Representative                                    | Påven Pius XII                 | Rolf Hochhuth                              | Robert David MacDonald | Glasgow Citizens Theatre Company                            |       |
| 1986    | Hidden Fires                                          | Clavaroche                     | Alfred de Musset                           | Robert David MacDonald | Glasgow Citizens Theatre Company                            |       |
| 1986    | The Orphan                                            | Castalio                       | Thomas Otway                               | Philip Prowse          | Greenwich Theatre, London                                   |       |
| 1986    | I Do Like to Be                                       | David                          | Shane Connaughton                          | Jeff Teare             | The Irish Company                                           |       |
| 1986    | Observe the Sons of Ulster Marching Towards the Somme | George Anderson                | Frank McGuinness                           | Michael Attenborough   | Hampstead Theatre, London                                   |       |
| 1987    | Dialann Ocrais/Diary of a Hunger Strike               | O'Connor                       | Peter Sheridan                             | Peter Sheridan         | Abbey/Peacock Theatres, Dublin                              |       |
| 1987    | Mahabharata                                           |                                | Adapterat av Jean-Claude Carrière          | Peter Brook            | Ashwattaman/Nakula World Tour                               |       |
| 1988    | Frun från havet                                       | Den främmande                  | Henrik Ibsen                               | Tom Cairns             | Glasgow Citizens Theatre Company                            |       |
| 1988    | Richard III                                           | Richard III                    | William Shakespeare                        | Jon Pope               | Glasgow Citizens Theatre Company                            |       |
| 1989    | Cuchulain Cycle                                       | Cuchulain                      | William Butler Yeats                       | James W. Flannery      | Abbey/Peacock Theatres, Dublin                              |       |
| 1990–91 | The Last Days of Don Juan                             | Don Pedro Tenorio              | Tirso de Molina, Nick Dear                 | Danny Boyle            | Royal Shakespeare Company                                   |       |
| 1990–91 | Edward II                                             | Roger Mortimer                 | Christopher Marlowe                        | Gerard Murphy          | Royal Shakespeare Company                                   |       |
| 1990–91 | Two Shakespearean Actors                              | Dion Boucicault                | Richard Nelson                             | Roger Michell          | Royal Shakespeare Company                                   |       |
| 1990–91 | Troilus och Cressida                                  | Akilles                        | William Shakespeare                        | Sam Mendes             | Royal Shakespeare Company                                   |       |
| 1992    | Assassins                                             | Samuel Byck                    | Stephen Sondheim, John Weidman             | Sam Mendes             | Donmar Warehouse, London                                    |       |
| 1993    | Richard III                                           | Richard III                    | William Shakespeare                        | Sam Mendes             | Royal Shakespeare Company                                   |       |
| 1993    | Machinal                                              | The Young Man                  | Sophie Treadwell                           | Stephen Daldry         | Royal National Theatre, London                              |       |
| 1995    | Simpatico                                             | Vinnie                         | Sam Shepard                                | James Macdonald        | Royal Court Theatre, London                                 |       |
| 1997    | Closer (London-produktion)                            | Larry                          | Patrick Marber                             | Patrick Marber         | Royal National Theatre, London                              |       |
| 1999    | Closer (Broadway-produktion)                          | Larry                          | Patrick Marber                             | Patrick Marber         | Music Box Theatre, New York                                 |       |
| 2001    | The Yalta Game                                        | Gurov                          | Anton Tjechov, Brian Friel                 | Karel Reisz            | Gate Theatre, Dublin                                        |       |
| 2007    | The Seafarer                                          | Mr. Lockhart                   | Conor McPherson                            | Conor McPherson        | Booth Theatre, New York                                     |       |
| 2009    | The Birds                                             | Nat                            | Conor McPherson                            | Conor McPherson        | Gate Theatre, Dublin                                        |       |
| 2009    | Brända av solen                                       | Serguei Petrovitch Kotov       | Peter Flannery                             | Howard Davies          | Royal National Theatre, London                              |       |
| 2011    | Juno and the Paycock                                  | Kapten Jack Boyle              | Seán O'Casey                               | Howard Davies          | Royal National Theatre, London                              |       |
| 2011    | Juno and the Paycock                                  | Kapten Jack Boyle              | Seán O'Casey                               | Howard Davies          | Abbey/Peacock Theatres, Dublin                              |       |
| 2013    | The Night Alive                                       | Tommy                          | Conor McPherson                            | Conor McPherson        | Donmar Warehouse, London Atlantic Theater Company, New York |       |
| 2014    | Our Few and Evil Days                                 | Michael                        | Mark O'Rowe                                | Mark O'Rowe            | Abbey/Peacock Theatres, Dublin                              |       |
| 2015    | Hamlet                                                | Claudius                       | William Shakespeare                        | Lynsey Turner          | Barbican Centre, London                                     |       |
| 2016    | The Crucible                                          | Deputy Governor Danforth       | Arthur Miller                              | Ivo van Hove           | Walter Kerr Theatre, New York                               |       |
| 2017    | Girl from the North Country                           | Nick Lane                      | Conor McPherson                            | Conor McPherson        | The Old Vic The Noel Coward Theatre                         |       |
| 2018    | Translations                                          | Hugh                           | Brian Friel                                | Ian Rickson            | Royal National Theatre                                      |       |